# Hälledammen, Skåne
Hälledammen är en sjö i Båstads kommun i Skåne och ingår i Rönne å-Stensåns kustområde. Hälledammen ligger i Hallands Väderö Natura 2000-område.